# I skuggan av ett tecken
I skuggan av ett tecken är en amerikansk film från 1944 i regi av Fritz Lang. Filmen bygger på boken The Ministry of Fear av Graham Greene.

## Handling
Stephen Neale släpps ut från mentalsjukhus i England. När han genom en slump kommer en spionkonspiration på spåren vet han inte riktigt var han ska vända sig eller vem han kan lita på.

## Rollista
- Ray Milland - Stephen Neale
- Marjorie Reynolds - Carla Hilfe
- Carl Esmond - Willi Hilfe
- Hillary Brooke - Mrs. Bellane #2
- Percy Waram - Prentice
- Dan Duryea - Cost / Travers
- Alan Napier - Dr. JM Forrester
- Erskine Sanford - George Rennit